# Attapulgus
Attapulgus – miasto w Stanach Zjednoczonych, w stanie Georgia, w hrabstwie Decatur.